# Rialtobrücke

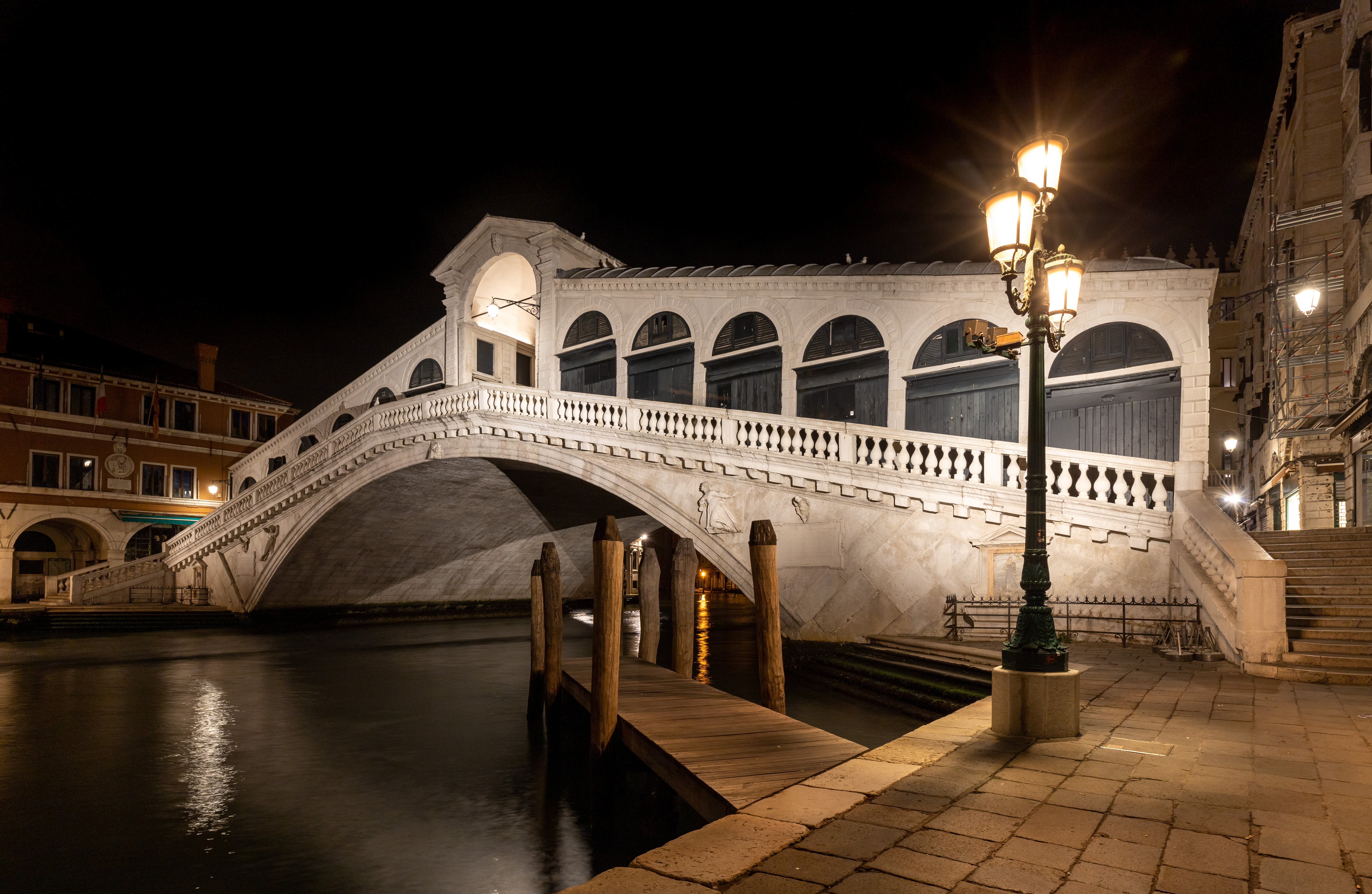
Rialtobrücke, Südseite

Die Rialtobrücke (italienisch Ponte di Rialto) in Venedig ist eines der bekanntesten Bauwerke der Stadt. Die Brücke führt über den Canal Grande und hat eine Länge von 48 m, eine Breite von 22 m und eine Durchfahrtshöhe von 7,50 m. Die lichte Weite des einzigen Bogens beträgt 28,8 m. Die Gründungen der beiden Widerlager bestehen aus Pfahlrosten mit jeweils 6000 gerammten Holzpfählen zu beiden Seiten. 
Die neben dem Fondaco dei Tedeschi gelegene Brücke verbindet das Sestiere San Marco mit San Polo an einem neuralgischen Punkt. Sie war bis zum Bau der Accademia-Brücke 1854 der einzige Fußweg über den Canal Grande.
Der Name der Brücke bezieht sich auf das Gebiet Rialto in San Polo, das ein Jahrtausend lang der wichtigste Handelsplatz der Stadt war. Rialto leitet sich von italienisch Rivo alto‚ hohes Ufer, ab. Das Gebiet Rialto liegt in Venedig am höchsten über dem mittleren Hochwasser.

## Geschichte
Im Frühmittelalter existierten Pontonbrücken über den Canal Grande, doch ließ sich anhand von Holzproben und mittels Radiokarbonmethode ein hölzerner Unterbau für eine Brücke für die Zeit um 960 ± 59 nachweisen, die als Ponte della Moneta bezeichnet wurde.

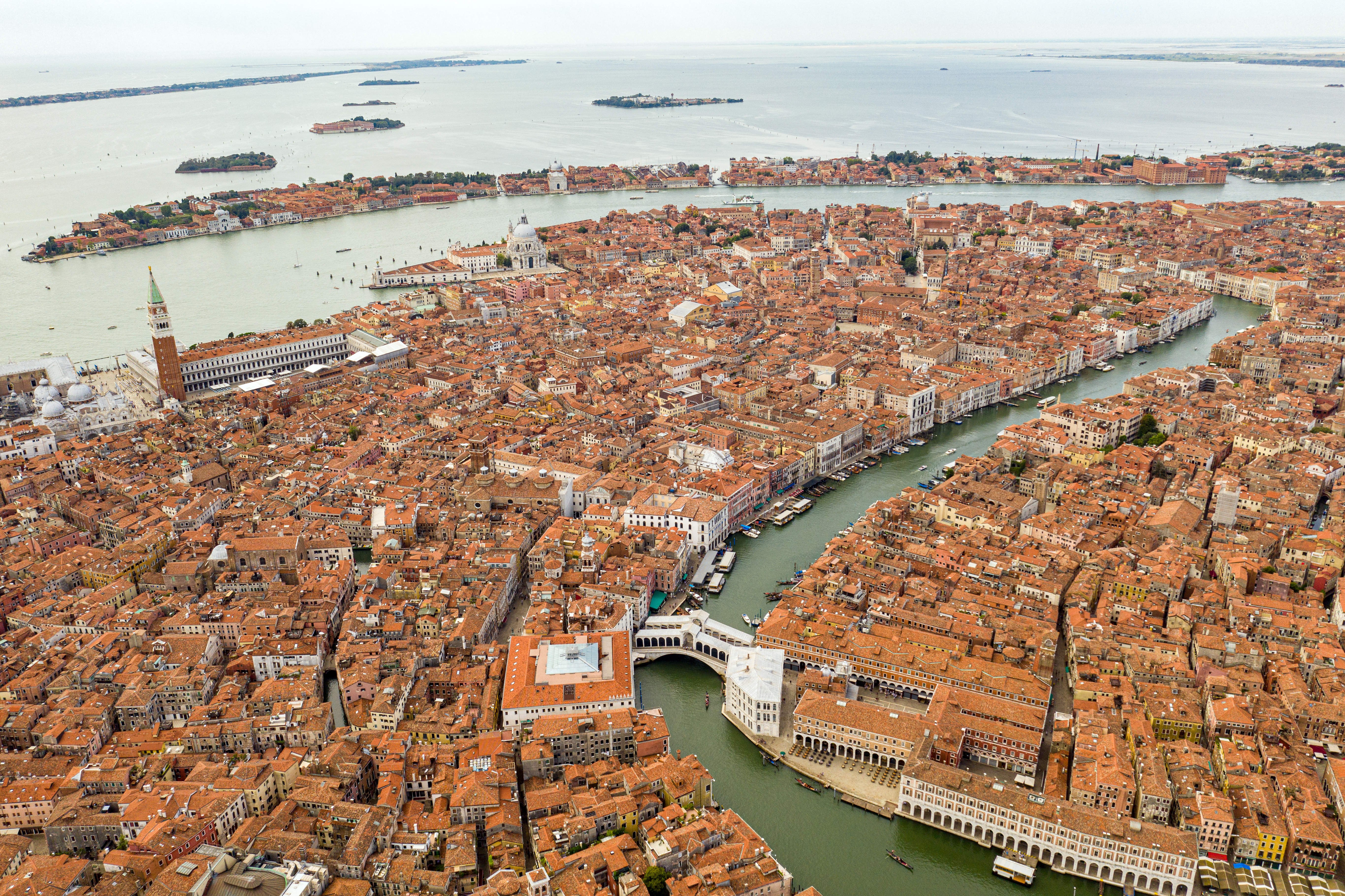
Rialtobrücke am Canale Grande

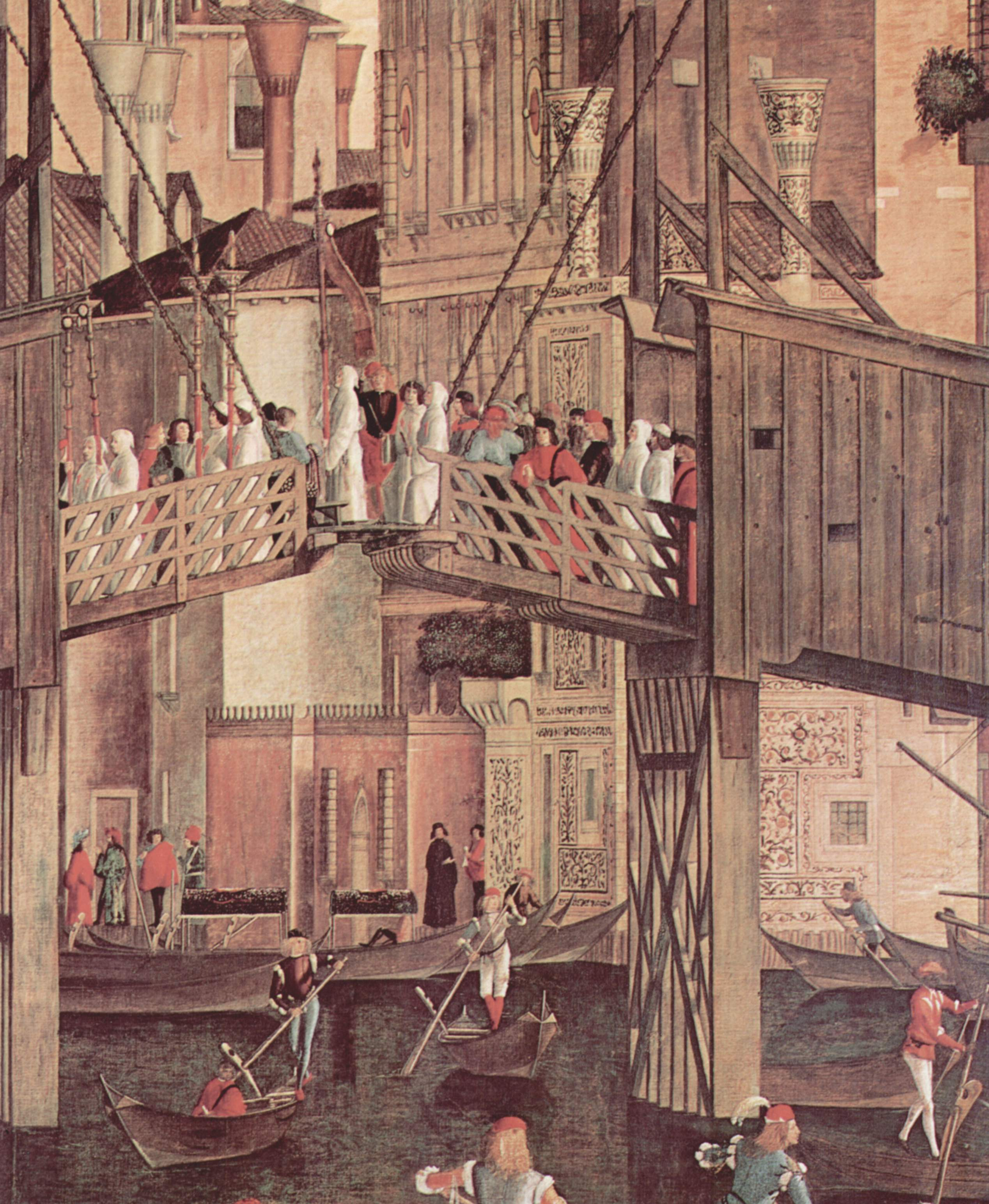
Die hölzerne Rialtobrücke in einem Gemälde von Vittore Carpaccio: Il miracolo della reliquia della Santa Croce (1494)

Vor der heutigen Brücke wurden drei weitere Bauwerke nacheinander an derselben Stelle errichtet, bis ins 16. Jahrhundert in Holz. Die erste stammte aus dem Jahre 1181 und wurde von Nicolò Barattieri erbaut. Die zweite ruhte auf Pfeilern. Die Chronica per extensum descripta von Andrea Dandolo berichtet von der Errichtung dieser Holzbrücke im Jahre 1264 unter dem Dogen Renier Zen. Diese brach 1444 unter dem Gewicht einer Menschenmenge zusammen, die von dort aus die Hochzeitszeremonie des Marchese di Ferrara verfolgte.
Der Pilger Arnold von Harff beschreibt Ende des 15. Jahrhunderts das Bauwerk als „eyn lange hultzen bruck“. Dann setzt er fort. „dae kumpt man off eynen kleynen platz, heyscht man dat realt“, wo sich, täglich um „ix ader x vren“ die Händler und die Wechsler versammelten. Ausdrücklich betont er, dass die Geldtransaktionen dank Überweisungen ohne viele Münzen („wenich geltz“) vonstattengingen. Auch saßen dort Goldschmiede und Juweliere sowie zahlreiche Handwerker.

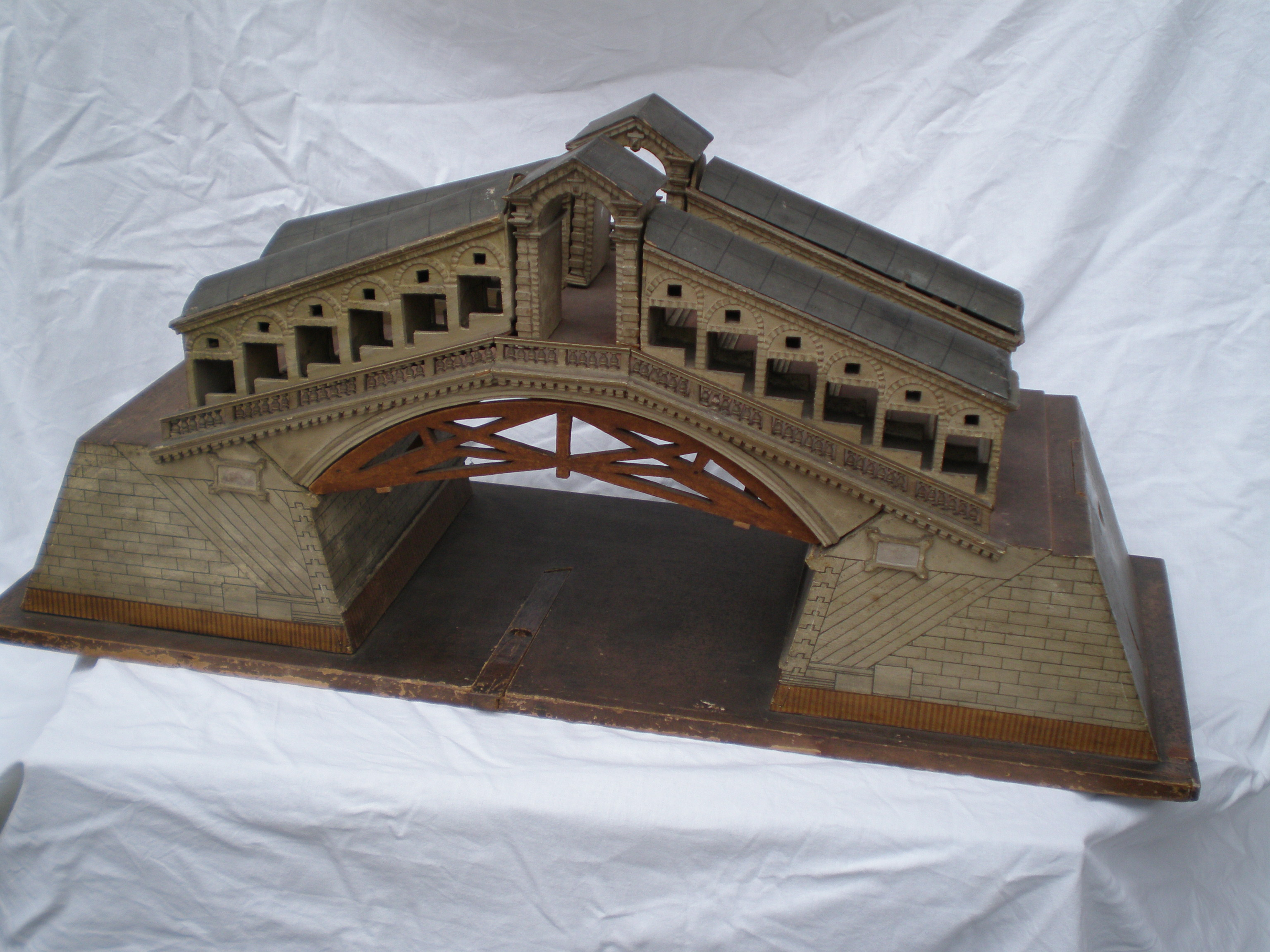
Modell der Rialtobrücke von Wolf Jacob Stromer

Bedingt durch das Verrotten des Baumaterials oder durch Brände erwies sich die Haltbarkeit der Holzbrücke als begrenzt, sie musste immer wieder renoviert werden, bis man sich 1507 entschloss, eine Brücke aus Stein zu errichten. Es folgte eine jahrzehntelange Diskussion über die Finanzierung und Gestaltung des Bauwerkes. Am Wettbewerb über die Neugestaltung beteiligten sich namhafte Architekten wie Michelangelo, Andrea Palladio und Jacopo Sansovino.
Verwirklicht wurde schließlich eine Brücke mit einem einzigen Segmentbogen nach den Entwürfen von Giovanni Alvise Boldù und des zu dieser Zeit relativ unbekannten Antonio da Ponte, die einen rascheren Verkehrsfluss auf dem dichtbefahrenen Canal Grande ermöglichte als eine Brücke mit mehreren Bögen. Außerdem gestattete diese Konstruktion, im Handelszentrum der Stadt auf der Brücke weiterhin Läden zu errichten.
Der Beschluss zu ihrer Realisierung fiel im Jahre 1588. Zwischen 1588 und 1591 wurde sie dann von Antonio da Ponte unter dem Dogen Pasquale Cicogna errichtet (Inschriften und Wappen an den Seiten erinnern daran) und am 20. März 1591 für den Verkehr freigegeben.
Ein in seine architektonischen Einzelteile zerlegbares Baumodell aus Holz besaß der Nürnberger Ratsbaumeister Wolf Jacob Stromer. Ob es beim Bau der Nürnberger Fleischbrücke als Vorlage zur Verfügung stand, ist nicht nachweisbar. Es befindet sich heute noch samt originaler Transportkiste in Schloss Grünsberg bei Altdorf im Nürnberger Land, das bis 1999 im Privatbesitz der Familie Stromer war.

## Historische Bilder

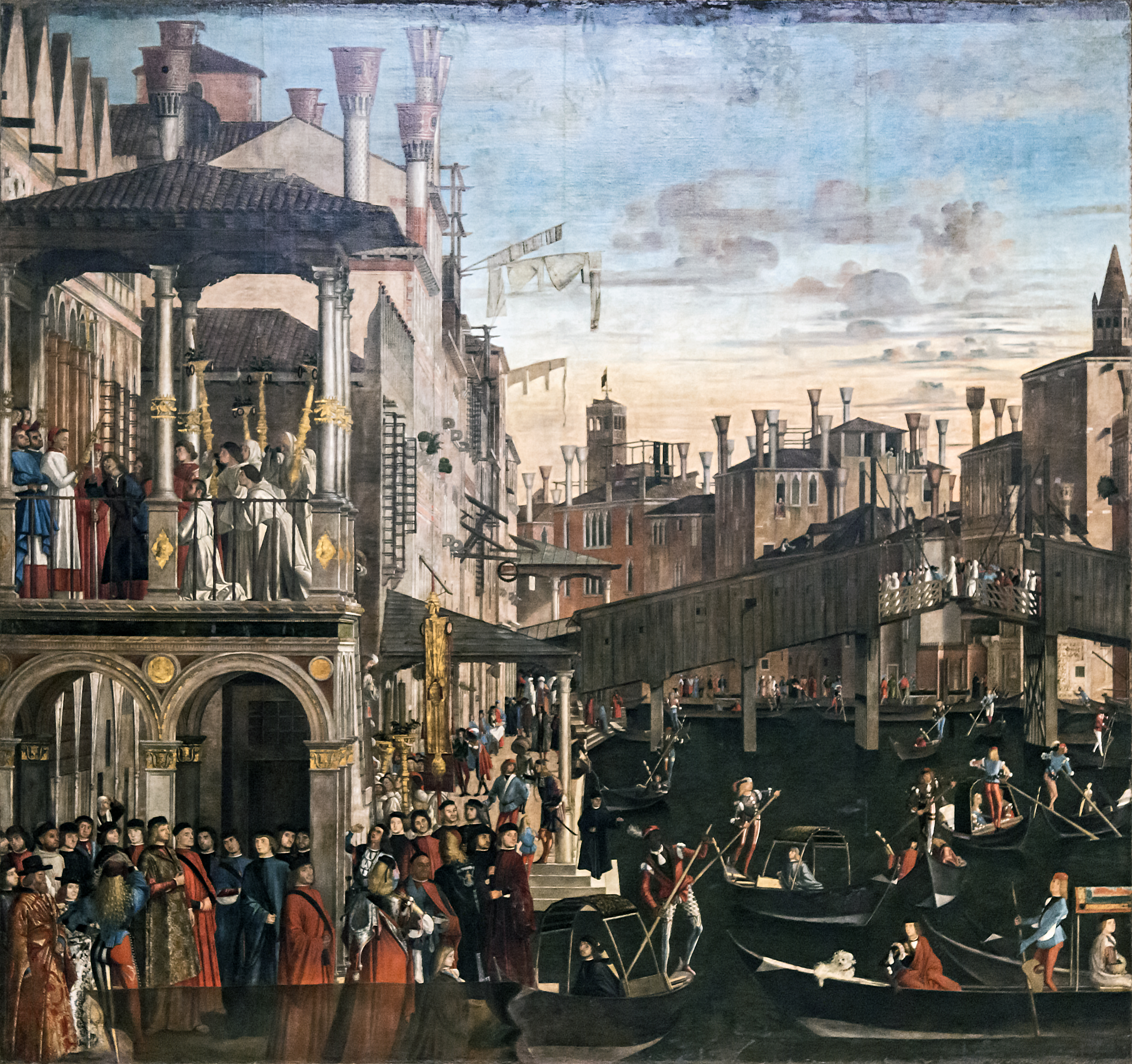
Gemälde Il miracolo della reliquia della Santa Croce (1494) von Vittore Carpaccio
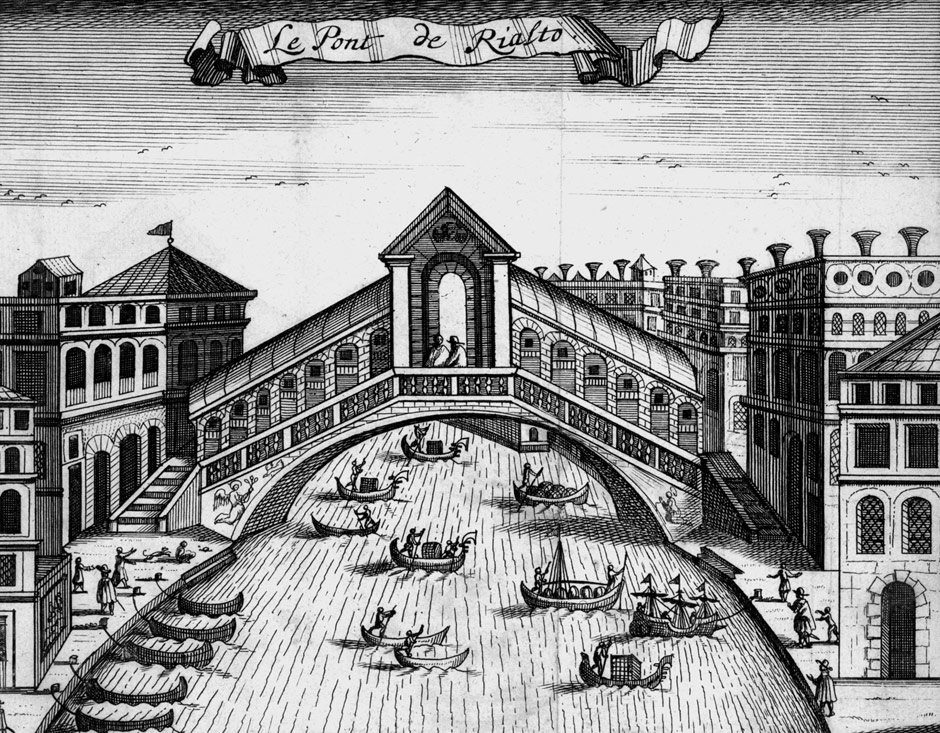
Darstellung (1694) aus einem Buch von Maximilien Misson
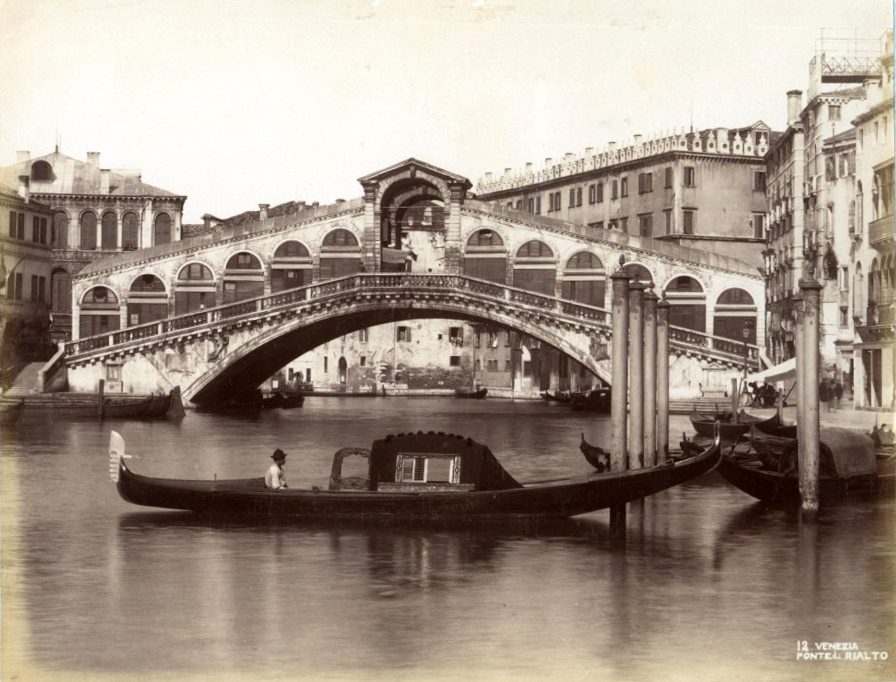
Fotografie (vor 1882) von Carlo Naya
Aquarell (ca. 1911/12) von Maurice Prendergast
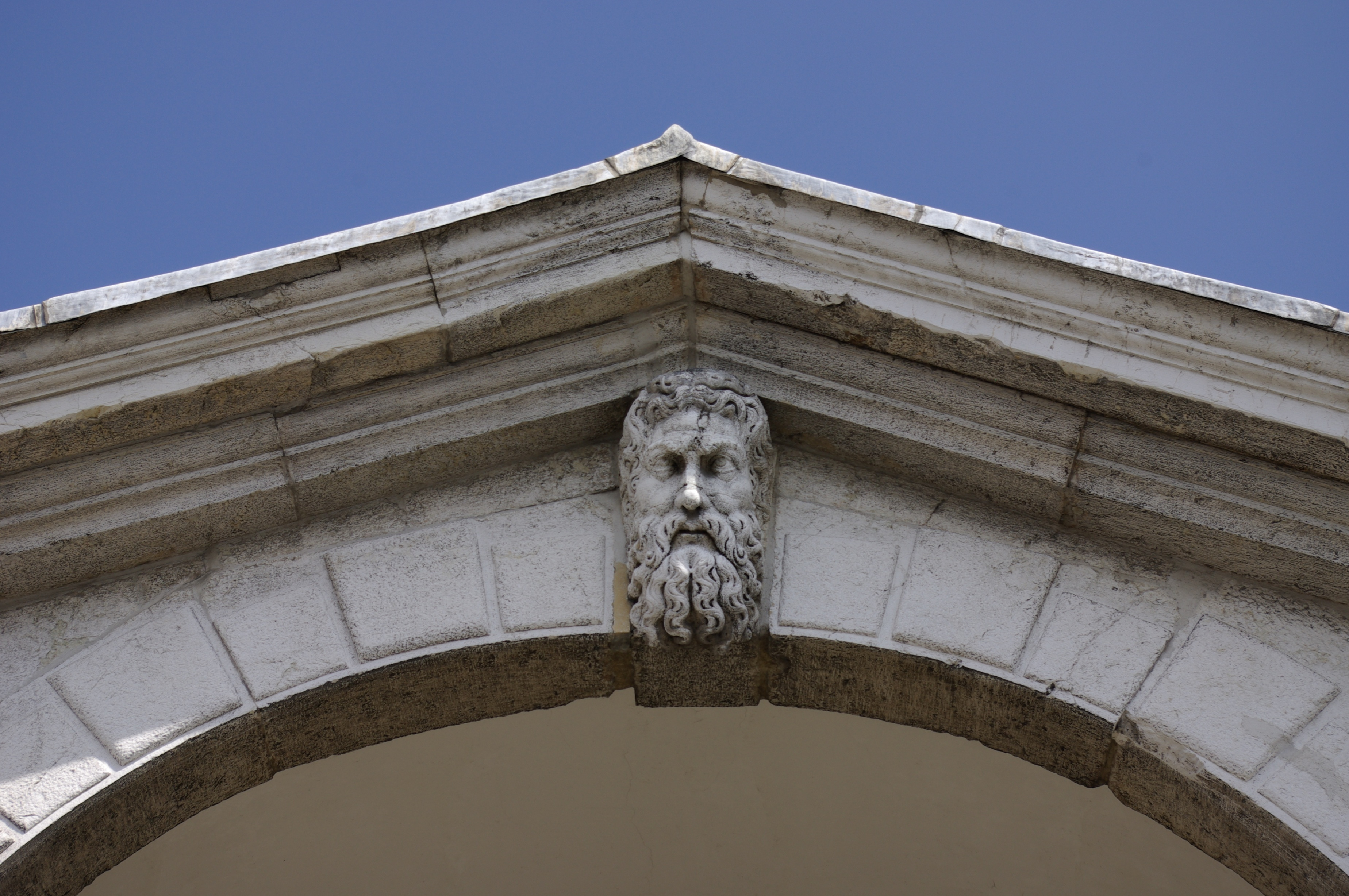
Detail der Brücke

## Trivia
- In Leverkusen wurde eine mit Geschäften bebaute Brücke im Bereich der Fußgängerzone in Anlehnung an das venezianische Original als Rialto-Boulevard benannt.[5]
- Im Waiblinger Stadtteil Beinstein gibt es eine alte Straßenbrücke von 1826 über die Rems, die aufgrund ihrer Ähnlichkeit im Volksmund Rialtobrücke genannt wird.